# Chris Tucker
Christopher „Chris” Tucker (ur. 31 sierpnia 1971 w Atlancie) – amerykański aktor, komik, scenarzysta i producent filmowy.

## Życiorys

### Wczesne lata
Urodził się w Atlancie jako najmłodszy syn i jedno z sześciorga dzieci Mary Louise (z domu Bryant) i Norrisa Tuckerów. Jego ojciec był niezależnym biznesmenem, właścicielem firmy sprzątającej. Tucker dorastał w Decatur w stanie Georgia. Po ukończeniu Columbia High School w Decatur, przeniósł się do Los Angeles, gdzie rozpoczął karierę komika. Jego idolami byli wtedy Eddie Murphy i Richard Pryor.

### Kariera
W 1992 Russell Simmons zatrudnił Tuckera w swoim show HBO Def Comedy Jam, co dało mu rozgłos w całych Stanach. Na dużym ekranie po raz pierwszy pojawił się w komedii Impreza 3 (House Party 3, 1994). W 1997 roku zagrał u boku Bruce'a Willisa, Gary Oldmana i Milli Jovovich w Piątym Elemencie (reż. Luc Besson), gdzie wcielił się w rolę ekscentrycznego DJ-a Ruby Rhoda. W tym samym roku wystąpił również obok Charlie Sheena w filmie Kasamowa (Money Talks, reż. Brett Ratner). Wcielił się tam w postać drobnego złodziejaszka Franklina Hatchetta. Komercyjnym sukcesem okazała się jednak kreacja detektywa Jamesa Cartera w komedii sensacyjnej Godziny szczytu (1998) z Jackie Chanem. Film miał swoją kontynuację w 2001 i 2007.
W 2001 razem z m.in. Marlonem Brando wystąpił w teledysku Michaela Jacksona do piosenki „You Rock My World” z albumu Invincible.

## Filmografia
- 1992-1997: Hangin' with Mr. Cooper jako Raper
- 1993: Człowiek-meteor (The Meteor Man) jako MC w holu
- 1994: Impreza 3 (House Party 3) jako Johnny Booze
- 1995: Martwi prezydenci jako Skip
- 1995: Piątek jako Smokey
- 1995: Czarne Pantery jako ochroniarz
- 1997: Jackie Brown jako Beaumont Livingston
- 1997: Piąty element jako Ruby Rhod
- 1997: KasaMowa jako Franklin Hatchett
- 1998: Godziny szczytu jako detektyw James Carter
- 2001: Godziny szczytu 2 jako detektyw James Carter
- 2007: Godziny szczytu 3 jako detektyw James Carter
- 2012: Poradnik pozytywnego myślenia jako Danny

### Teledyski
| Rok  | Tytuł                      | Artysta                                | Rola              |
| ---- | -------------------------- | -------------------------------------- | ----------------- |
| 1995 | „California Love”          | Tupac Shakur, Dr. Dre i Roger Troutman |                   |
| 1995 | „Keep Their Heads Ringin’” | Dr. Dre                                |                   |
| 2001 | „You Rock My World”        | Michael Jackson                        | gangster          |
| 2005 | „Shake It Off”             | Mariah Carey                           | pasażer samochodu |